# 마킹 (축구)
마킹(marking) 혹은 마크는 특정 선수를 밀착하여 공 소유를 못 하게 하거나 유의미한 플레이를 방해하는 기술로 대인방어 전술을 수행하기 위해 수비수들 갖추어야 할 기술이다.

## 같이 보기
- 대인방어